# Équipe des Philippines féminine de volley-ball
L'équipe des Philippines féminine de volley-ball est l'équipe nationale qui représente les Philippines dans les compétitions internationales féminines de volley-ball. 
Elle est classée actuellement au 120e rang du classement de la Fédération internationale de volley-ball au 24 juin 2022.
L'équipe des Philippines n'a jamais participé aux Jeux olympiques. Elle termine 18e du Championnat du monde 1974 et sa meilleure performance continentale est une cinqiuième place au Championnat d'Asie et d'Océanie de volley-ball féminin 1983.